# Claude Auchinleck
Claude John Eyre Auchinleck (Aldershot, Hampshire, Reino Unido; 21 de junio de 1884 - Marrakech, Marruecos; 23 de marzo de 1981) fue comandante en jefe del Ejército Británico durante la Segunda Guerra Mundial.

## Vida y carrera
Nacido en la ciudad de Aldershot, vivió en circunstancias muy duras y empezó a estudiar en el Wellington College y en la Academia Militar de Sandhurst. Fue un soldado de carrera que pasó mucho tiempo de su carrera militar en la India, en donde desarrolló un gran afecto hacia este país y especial afinidad con los soldados a su mando. De hecho, ya en 1904, con 20 años, entró en el Ejército Británico en la India.

## Papel durante la Segunda Guerra Mundial
Durante la Segunda Guerra Mundial, en mayo de 1940, a Auchinleck le fue dado el mando de las fuerzas aliadas en la defensa de Noruega, operación que fue un fracaso rotundo. Después de la caída de este país, fue designado comandante del Ejército de la India en reemplazo del general Archibald Wavell, quien tomó el mando del ejército de África, y es trasladado a Egipto como responsable de África del Norte pero también de Persia y de Oriente Medio, donde el Ejército británico se enfrentó al Afrika Korps y al Ejército italiano.
Durante los seis meses siguientes, Auchinleck concentró y organizó las tropas británicas y de la Commonwealth en el Norte de África, y comenzó a preparar una campaña cuyo objeto era liberar Tobruk y recuperar Cirenaica. Tras un intento fallido en noviembre de romper el cerco de Tobruk, las tropas de Auchinleck consiguieron, sin embargo, su objetivo el 10 de diciembre. Liberada la plaza, los británicos prosiguieron hasta la ciudad de Bengasi, que ocuparon el 24 del mismo mes.
Pero el éxito del Reino Unido fue transitorio. El 21 de enero de 1942, Rommel volvió al ataque y el 28 las fuerzas de Auchinleck se replegaron al oeste de Tobruk. Tras un periodo de calma de casi cuatro meses, Rommel reanudó la ofensiva el 27 de mayo. A finales de junio el Afrika Korps se hallaba próximo a El Alamein, ciudad que apenas distaba 100 km de Alejandría y del Delta del Nilo. A partir de ese momento, la suerte volvió la espalda a Rommel y a sus hombres, quienes empezaron a sufrir problemas de abastecimiento. El 16 de junio, un convoy angloestadounidense llegó a Malta y terminaron los ataques aéreos sobre la isla. A finales de mes, los aliados comenzaron desde la isla una ofensiva contra los convoyes de aprovisionamiento del Eje que se dirigían al Norte de África. Como consecuencia, para mediados de julio, solo un barco de cada cuatro llegaba a su destino. Las tropas de Auchinleck lograron conservar sus posiciones, y el 10 de julio iniciaron una serie de pequeños contraataques. A finales de este mes, ambos contendientes se hallaban demasiado agotados para continuar la ofensiva, y Auchinleck suspendió el avance.
En agosto, Auchinleck fue sustituido como comandante en jefe por el general Harold Alexander, y el teniente general Bernard Law Montgomery tomó el mando en calidad de jefe de operaciones de las fuerzas del Desierto Occidental, que en adelante comenzaron a llamarse el VIII Ejército.

### De nuevo en la India
Volvió a la India en donde, debido a discrepancias sobre la política británica en la zona, declinó la oferta de Churchill para comandar una unidad militar recién creada para Persia e Irak, y eligió pasar a la reserva en donde estuvo al menos un año antes de 1943.
A continuación, el 20 de junio de ese mismo año, siguió los mismos pasos del hombre al que sustituyó en el mando de las fuerzas británicas, Archibald Wavell, y fue designado nuevamente comandante en jefe del ejército indio. Auchinleck conservó este puesto hasta el final de la guerra, para acabar, una vez más al igual que su antecesor Wavell, siendo ascendido a Mariscal de campo en 1946.

## Vida después de la guerra
Promocionado en 1946 a mariscal de campo, rechazó aceptar un cargo de tal envergadura por estar en desacuerdo, una vez más, en la separación de la India y Pakistán. Discrepando agudamente con Lord Mountbatten, el último Virrey de la India, dimitió por estos asuntos y se retiró en 1947. En 1948 volvió al Reino Unido en donde su esposa ya lo había dejado por otro oficial desde 1946.
Aunque con un carácter algo severo, era sabido que era un anfitrión abundante. No era pomposo, y odió todas las formas de exhibición y de afectación. Sobre todo, era un soldado de integridad extrema, lo que lo hacía popular entre sus tropas y respetado por sus enemigos. Erwin Rommel lo consideró como uno de los generales más grandes de la guerra y «responsable de detener su marcha hasta el Canal del Suez». En el retiro, se mudó a Marrakech, donde vivió modestamente por muchos años hasta su muerte en 1981.